# Parigné-l'Évêque
Parigné-l'Évêque är en kommun i departementet Sarthe i regionen Pays de la Loire i nordvästra Frankrike. Kommunen ligger i kantonen Le Mans-Est-Campagne som tillhör arrondissementet Le Mans. År 2022 hade Parigné-l'Évêque 5 367 invånare.

## Befolkningsutveckling
Antalet invånare i kommunen Parigné-l'Évêque
| Referens: INSEE |